# زئيف شيرف
زائيف شيرف (بالعبرية: זאב שרף) (من مواليد 21 أبريل 1904 - 18 أبريل 1984) كان سياسيًا إسرائيليًا شغل عدة مناصب وزارية في الستينيات والسبعينيات.

## السيرة الشخصية
ولد شيرف بتشيرنوفتسي في الإمبراطورية النمساوية المجرية (تشيرنوفتسي اليوم في أوكرانيا)، وهاجر إلى إسرائيل عام 1925. لقد كان عضوا في حركة الشباب في بويل صهيون، ومؤسس حركة «الشباب الاشتراكي».
وخلال الحرب العالمية الثانية كان عضوًا في قيادة الهاجاناه، وبعد الحرب عمل في الوكالة اليهودية لمدة عامين.
في عام 1947 تم تعيينه سكرتيرًا للجنة الموقف التي ساعدت في إنشاء الجهاز الإداري للدولة الجديدة. وبعد الاستقلال، شغل منصب وزير الحكومة حتى عام 1957.
في انتخابات عام 1965، تم التصويت له في الكنيست على قائمة معراخ. في نوفمبر 1966 عين وزيرًا للتجارة والصناعة، وفي أغسطس 1968 عين أيضًا وزيرًا للمالية. لقد شغل المنصبين حتى بعد انتخابات عام 1969، عندما أصبح وزيرًا للإسكان. لم تتم إعادة انتخابه في انتخابات عام 1973 وفقد مكانه في الحكومة في العام التالي عندما استقالت جولدا مائير من منصب رئيس الوزراء.

## كتب
- القانون والإدارة في الدولة 1953
- ثلاثة أيام 1959

## روابط خارجية
- زئيف شيرف على الموقع الإلكتروني للكنيست